# Reggenza inglese

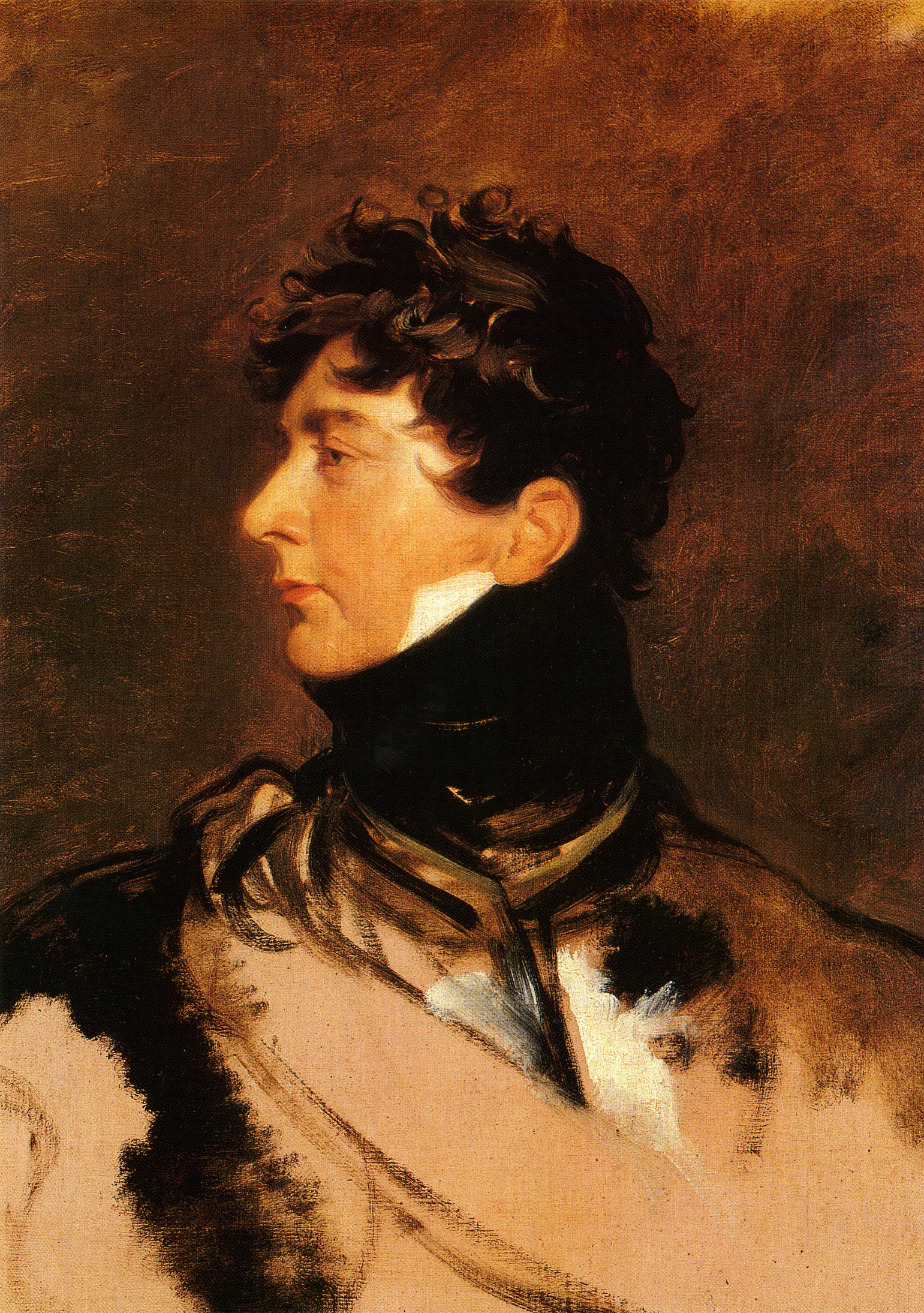
Il principe reggente Giorgio Augusto Federico in un ritratto di Sır Thomas Lawrence, c. 1814.

Età della Reggenza (in inglese Regency era) è il periodo della Storia del Regno Unito che copre il decennio 1811-1820 ed apre la fase conclusiva dell'Era georgiana. Prende il nome dalla reggenza del Principe di Galles, Giorgio Augusto Federico, assurto al potere quando il padre, Giorgio III del Regno Unito, venne riconosciuto inabile al governo dai Lord Commissari che in suo nome siglarono l'assenso all'atto di reggenza.
Gli anni della Reggenza del Principe Giorgio furono segnati dalla vittoria britannica nelle guerre napoleoniche in Europa e da un clima culturale particolarmente vivace in patria, oltre che dagli smodati eccessi dell'aristocrazia, incentivati dal Principe Reggente stesso.

## Storia
L'ipotesi più accreditata dagli studiosi è che Giorgio III d'Inghilterra soffrisse di una malattia ereditaria, la porfiria, che causò la sua degenerazione mentale. Già nell'estate del 1788, questa malattia mentale mise il monarca nella condizione di non poter recitare il tradizionale discorso di apertura del Parlamento. Nonostante l'iniziale dissenso del Primo Ministro William Pitt il Giovane e l'aperta opposizione del più giovane figlio di Giorgio III, Federico Augusto, Duca di York, il Parlamento approvò la proposta di Charles James Fox di ricorrere al Principe di Galles, Giorgio, quale reggente pro tempore per la recita del discorso, pur formalmente attribuito al monarca.
Alla fine del 1810, la degenerazione mentale di Giorgio III andava peggiorando, soprattutto dopo la morte della sua figlia minore e preferita, la Principessa Amelia. Il parlamento risolse allora di dare seguito alle manovre del 1788 e, senza il consenso reale, i Lord Commissari, in nome del monarca, siglarono l'assenso reale con un consequenziale atto di reggenza in favore del Principe di Galles che divenne Principe Reggente il 5 gennaio 1811.

### Cronologia
- 1811: Giorgio Augusto Federico di Hannover inizia i suoi nove anni di reggenza come Principe di Galles.
- 1815: Napoleone viene sconfitto dalla settima coalizione nella Battaglia di Waterloo.
- 1819: Massacro di Peterloo.
- 1820: Morte di Giorgio III. Il Principe di Galles prende formalmente il potere, come Giorgio IV del Regno Unito.
- 1830: Morte di Giorgio IV. Fine dell'era Georgiana.

## La società

### Politica e rivoluzione sociale
Con la fine delle guerre contro la Francia, il Regno Unito entrò in un periodo di grande depressione economica e di incertezza politica caratterizzato da scontento sociale e insoddisfazione. Il partito radicale pubblicò un manifesto dal titolo The Political Register, noto anche come "The Two Penny Trash" indirizzato ai suoi rivali politici. I cosiddetti Blanketeers (filatori) parteciparono in oltre 400 ad una marcia di protesta da Manchester a Londra, nel marzo del 1817, per presentare una petizione al governo. I luddisti danneggiarono e distrussero macchinari nelle zone industriali del nord-ovest dell'Inghilterra. Il massacro di Peterloo del 1819, ebbe inizio dalla protesta, che vide la partecipazione di 60.000 manifestanti, a favore di una riforma della legge elettorale. Essa venne però stroncata da una repressione militare che causò 11 vittime e circa 400 feriti. La Cospirazione di Cato Street del 1820 tentò di rovesciare il governo e assalire la Torre di Londra, ma il piano venne sventato ed i cospiratori furono condannati a morte o deportati in Australia.

### Dandismo
Durante l'Età della Reggenza, si sviluppò in Inghilterra il fenomeno socio-culturale del "dandismo". Si tratta di un'ostentazione d'eleganza dei modi e nel vestire, caratterizzato da forme di individualismo esasperato, di ironico distacco dalla realtà e di rifiuto nei confronti della mediocrità borghese. Tale critica deriva tuttavia da una vera e propria reazione ai cambiamenti nella struttura sociale europea verificatasi nell'Ottocento. Col suo stile di vita, il suo atteggiamento e il suo modo di presentarsi, che va oltre la mera esibizione di eleganza nel vestiario, il dandy intende definire in modo inequivocabile i tratti che lo distinguono da una massa che disprezza e di cui rifiuta i principi egalitari.
"Épater la bourgeoisie" (it. "sconvolgere la borghesia") è considerato uno degli slogan del dandismo. Laddove l'Ottocento vede il diffondersi di "idoli" quali utilitarismo, progresso, velocità, denaro e successo a ogni costo, il dandismo rappresenta un fenomeno nostalgico di un'epoca in cui l'aristocrazia vedeva riconosciuta socialmente la propria superiorità. Stile e stile di vita, in quanto indicatori di posizioni sociali o aspirazioni e identificazioni, servono al dandy a stabilire i confini del gruppo e sottolineare le differenze con la massa.
Il dandismo influì notevolmente sui movimenti culturali del XIX secolo, in particolare sul Decadentismo.

## Le arti

### Architettura
Lo stile architettonico della Reggenza, il "Regency", corrisponde al Biedermeier dei paesi germanofoni, al Federal statunitense ed allo Stile Impero francese.
Si tratta di uno sviluppo dell'architettura neoclassica georgiana cui aggiunge luminosità ai fine di accentuarne l'eleganza. Tratto distintivo del Regency sono le facciate degli edifici, coperte di stucco bianco, con androne d'ingresso delimitato da due colonne tra cui spicca la porta scura/nera, talvolta sormontata da un balconcino. Le balconate sono spesso in ferro battuto e le finestre rigorosamente ad arco.

Precursore di questo stile fu John Nash con i suoi lavori a Regent's Park e Regent Street a Londra.

Esempi eccellenti di stile Regency dominano Brighton and Hove nel Sussex orientale.

### Letteratura
Il decennio della  Reggenza fu inoltre caratterizzato dall'attività letteraria di numerosi scrittori di rilievo, tra cui Walter Scott, Susan Ferrier, Maria Edgeworth, E. T. A. Hoffmann e dell'autrice che più di tutte viene identificata con il periodo, Jane Austen. Molti di questi autori pubblicarono le loro opere più note durante il periodo della Reggenza, quando il Romanticismo era ancora la corrente artistica più influente. Lord Byron, Percy Bysshe Shelley, William Blake, William Wordsworth e John Keats, ad esempio, pubblicarono le loro opere più note tra il 1811 e il 1820. Frankenstein o il moderno Prometeo di Mary Shelley fu pubblicato per la prima volta nel 1818, in piena Reggenza.